# Trichoncus sordidus
Trichoncus sordidus là một loài nhện trong họ Linyphiidae.
Loài này thuộc chi Trichoncus. Trichoncus sordidus được Eugène Simon miêu tả năm 1884.